# ジョジョ・ラビット
『ジョジョ・ラビット』（Jojo Rabbit）は、2019年のアメリカ合衆国のコメディ映画。監督はタイカ・ワイティティ。主演はローマン・グリフィン・デイヴィス。共演はトーマシン・マッケンジー、タイカ・ワイティティ、レベル・ウィルソン、スティーブン・マーチャント、アルフィー・アレン、サム・ロックウェル、スカーレット・ヨハンソンら。

## あらすじ
第二次世界大戦中、孤独なドイツ人少年のジョジョは周囲からいじめられており、イマジナリーフレンドのアドルフ・ヒトラーのみが救いだった。ある日、母親が屋根裏にユダヤ人の少女を匿っているのを発見したことから、政治的な考えが変わり、ヒトラーのナショナリズムに向き合うことになる。

## キャスト
※括弧内は日本語吹替声優。
- ヨハネス・"ジョジョ"・ベッツラー: ローマン・グリフィン・デイヴィス（山崎智史） - 10歳の少年。ドイツ人。
- エルサ・コール: トーマシン・マッケンジー（清水理沙） - ユダヤ人の少女。
- ロージー・ベッツラー: スカーレット・ヨハンソン（浅野まゆみ） - ジョジョの母親。
- アドルフ・ヒトラー: タイカ・ワイティティ（間宮康弘） - ジョジョの空想上の友達。
- クレンツェンドルフ大尉: サム・ロックウェル（桐本拓哉） - ナチスの将校。通称キャプテンK。
- フロイライン・ラーム: レベル・ウィルソン（斉藤貴美子） - ナチスの女性教官。
- フィンケル: アルフィー・アレン（美斉津恵友） - クレンツェンドルフの部下。
- ディエルツ: スティーブン・マーチャント（英語版）（佐々木睦） - ゲシュタポ。
- ヨーキー: アーチー・イェーツ（櫻井優輝） - ジョジョの親友。

## 製作
2018年3月、タイカ・ワイティティが監督を務めるだけでなく、「主人公のイマジナリーフレンドのアドルフ・ヒトラー」として映画に出演することも明らかになった。ワイティティは役について「孤独な少年のヒーローの最高のバージョンであり、彼の父親のような存在。」と語った。同年同月、スカーレット・ヨハンソンが「密かに反ナチスである主人公の母親」としてキャストに加わった。同年4月、サム・ロックウェルが「ヒトラーユースキャンプを運営するナチスのキャプテン」としてキャストに加わった。同年5月、レベル・ウィルソンが「ヒトラーユースキャンプに若い男を呼び込むために雇われた粗野なインストラクター」として、新人のローマン・グリフィン・デイヴィスが主人公として、トーマシン・マッケンジーが「ヨハンソン演じる母親が自宅に隠しているユダヤ人の少女」としてそれぞれキャストに加わった。同年6月、アルフィー・アレンが「ロックウェル演じるキャプテン・クレンツェンドルフの副官フィンケル」として、スティーブン・マーチャントが「ゲシュタポのエージェントのキャプテン・ディアッツ」としてそれぞれキャストに加わった。

### 撮影
主要な撮影は、2018年5月28日に開始した。2019年2月に再撮影が行われた。

## 公開
本作は、2019年9月の第44回トロント国際映画祭で世界初上映され、同年同月19日のファンタスティック・フェストでも上映された。

## 評価
本作は批評家から好意的な評価を受けている。Rotten Tomatoesでは78個の批評家レビューのうち78%が支持評価を下し、平均評価は10点中7.51点となった。サイトの批評家の見解は「『ジョジョ・ラビット』の不謹慎なユーモアと真面目なアイデアの融合は、間違いなくどんな人からも好かれるようなものではない。だが、この反ヘイト風刺劇は、度が過ぎていると言ってよいほど大胆である」となっている。MetacriticのMetascoreは22個の批評家レビューに基づき、加重平均値は100点中53点となった。サイトは本作の評価を「賛否両論または平均的」と示している。

## 受賞/ノミネート
初上映されたトロント国際映画祭で観客賞を受賞。アメリカの主な映画賞では、脚本家組合の脚色賞、衣装デザイナー組合賞（時代劇映画部門）を受賞している。ゴールデングローブ賞では作品賞と主演男優賞にノミネートされた。第92回アカデミー賞では作品賞を含む6部門（作品、助演女優、脚色、編集、美術、衣装デザイン）にノミネートされ、うちアカデミー脚色賞を受賞した。
ジョジョラビットのサウンドトラックは第63回グラミー賞で最優秀ビジュアルメディア向けコンピレーション・サウンドトラック賞を受賞した。